# Château de Fourolles
Le château de Fourolles est situé à Saint-Aubin-Château-Neuf, en France.

## Localisation
Le château est situé dans le département de l'Yonne, sur la commune de Saint-Aubin-Château-Neuf en région Bourgogne-Franche-Comté.

## Historique
Le domaine a été la propriété d'Antoine de La Salle et de la famille Soufflot de Magny.
L'édifice est inscrit au titre des monuments historiques par arrêté du 17 février 1989.

## Protection
Éléments protégés : les façades et toitures du château et des communs ; escalier ; douves. 